# Hospitalsfysiker
En hospitalsfysiker er en fysiker med en specialuddannelse i medicinsk fysik. Hospitalsfysikere er oftest ansat på hospitalsafdelinger, der udfører stråleterapi, nuklearmedicinske undersøgelser og behandlinger, røntgendiagnostik eller interventionsradiologi. Fællestrækket for disse typer af afdelinger er, at der arbejdes med ioniserende stråling. 
Ved behandlinger (terapi) udnyttes strålingens skadelige virkninger til at slå celler ihjel, f.eks. i en kræftknude. Behandlingen kan bestå i stråleterapi med en strålekilde udenfor kroppen, eller brachyterapi hvor en lukket radioaktiv kilde føres ind i kroppen. Eller det kan være en nuklearmedicinsk behandling, hvor et radioaktivt stof (en åben kilde) indtages af patienten eller sprøjtes ind i en blodåre, og derfra optages i vævet.
Ved undersøgelser (diagnostik) indenfor både radiologi/røntgen og nuklearmedicin udnyttes at røntgenstråling og gammastråling kan trænge igennem kroppen og dermed bruges til at lave afbildninger af kroppens indre. Ved radiologiske undersøgelser er det sædvanligvis kroppens anatomi, som afbildes. Nuklearmedicinske billeder viser stoffets fordeling i kroppen, hvilket afspejler fysiologien.

## Hospitalsfysikerens opgaver
På afdelingen er hospitalsfysikere en del af den daglige drift og anvendelse af højteknologisk udstyr til undersøgelse og behandling af patienter. Opgaverne involverer kvalitetssikring af udstyr, optimering af udstyr og undersøgelser/behandlinger, kontrol med stråledoser og uddannelse af hospitalspersonale. Desuden deltager hospitalsfysikerne ofte i afdelingens forskning og udvikling.
Bekendtgørelsen om specialuddannelse til hospitalsfysiker opsummerer hospitalsfysikernes funktioner på denne måde::§2
1. Aktiv og selvstændig deltagelse i medicinsk anvendelse af ioniserende stråling i den daglige drift
2. Gennemførelse og kvalitetssikring af diagnostiske og terapeutiske procedurer, herunder optimering af eksisterende og udvikling og implementering af nye metoder
3. Deltagelse i uddannelse af andre sundhedspersoner
4. Deltagelse i forskning og udvikling

## Uddannelsen til hospitalsfysiker
I Danmark er hospitalsfysikeruddannelsen ikke en universitetsuddannelse i sig selv, men i stedet en overbygning på en naturvidenskabelig kandidatuddannelse som har haft vægt på fysik og matematik. Kandidatuddannelsen kan være et fysikstudium, men der er også andre muligheder – dog skal basisuddannelsen indeholde fysik mindst svarende til en bachelorgrad i fysik. Hospitalsfysikeruddannelsen tager udgangspunkt i en ansættelse på en relevant hospitalsafdeling og varer mindst 3 år. Under uddannelsen har man en vejleder, som selv er en erfaren hospitalsfysiker.
Uddannelsen administreres af et uddannelsesråd, som er nedsat af Dansk Selskab for Medicinsk Fysik.:§13 Uddannelsen er inddelt i tre grene:
- onkologisk stråleterapi
- diagnostisk radiologi
- nuklearmedicin

Uddannelsen er opbygget af en række moduler, hvoraf ca. halvdelen er fælles for de tre grene, og den anden halvdel er grenspecifik. Undervejs evalueres modulerne løbende af vejlederen og uddannelsesrådet. Det sidste modul består i udførelse og afrapportering af et forskningsprojekt, på niveau med at skrive en videnskabelig artikel til et internationalt fagtidsskrift (projektet må meget gerne ende med at blive publiceret, men det er ikke et krav for at afslutte uddannelsen). Når uddannelsen er afsluttet, modtager man et uddannelsesbevis, og uddannelsen registreres hos Sundhedsstyrelsen.

## Ekspertbedømmelse
Til anerkendelse af løbende efteruddannelse har Dansk Selskab for Medicinsk Fysik (DSMF) opbygget et CPD-system (Continuous Professional Development), hvor kurser, konferencer, undervisning, implementering af nyt apparatur, forskning m.v. kan registreres gennem årlige indberetninger. CPD-indberetningerne kan indledes, når man har afsluttet hospitalsfysikeruddannelsen. Hvis man gennem årlige CPD-indberetninger i 5 år kan dokumentere tilstrækkelig faglig bredde og dybde, kan man blive ekspertbedømt af DSMF. En ekspertgodkendelse har gyldighed i 5 år, og revurderes automatisk hvert femte år på grundlag af optjeningen af CPD-points de foregående fem år.
Ekspertbedømmelsen fra DSMF indgår i Sundhedsstyrelsens krav til nogle typer særlige kompetencepersoner.
:Bilag 8 
:Bilag 3 